# 小椋浩介
小椋 浩介（おぐら こうすけ、1962年9月16日 - ）は、日本の美術歴史家、造詣家、プロデューサー。松山兎月庵 庵主。愛媛県松山市出身。

## 来歴
TACTプロダクション設立後、番組制作、CM制作、舞台演出、イベント企画・運営などの創作活動を行い、西瀬戸アートークションを主宰。約12年間、国内外にてアートオークションに参加する中、2011年、急性心不全で倒れ緊急入院する。長期の入院と静養を経て、拡張型心筋症を抱えたまま現場復帰をする。
2013年からは、夏目漱石が晩年念頭に置いた則天去私(そくてんきょし)を倣い、地元松山の文化芸術の発展に向け、地元作家などの個展や作品、空間プロデュース、郷土の歴史研究を行う。
2017年に愛媛大学名誉教授和田茂樹の所蔵品の仕分けと調査にあたる。のち、「和田茂樹氏たちが遺したかったもの展」にて蔵書公開をプロデュースし、湯の山文庫として監修・保存にあたる。2018年には「ホテル奥道後・壱湯の守」内に開設された、愛媛県出身の実業家坪内寿夫ゆかりの品を展示する「奥道後坪内記念館」の監修・制作を行う。
2018年10月に、20年間蒐集した松山の美術品や希少な資料の実物を、「本来、本物、本質」をテーマに展示公開した「松山兎月庵 松山文化歴史館」を旧士族末裔の住宅に設した。
2023年1月に、河東碧梧桐生誕150年を記念して、特別展「松山発～三千里の旅」をテーマに松山兎月庵文化歴史館で直筆の書や書簡、著書など100点を展示した。
2023年11月に、自らがリスペクトしてきた青山二郎氏の手がけた装丁本100点を松山兎月庵文化歴史館で一般公開した。
2023年12月に、道後のホテルや旅館業者向けの歴史講座の講師を行い、文献を基にした道後の歴史構造体を中心に全3回「古代編」「中世編」「近世編」で講義を行う。